# Basiliuskathedrale (Moskau)

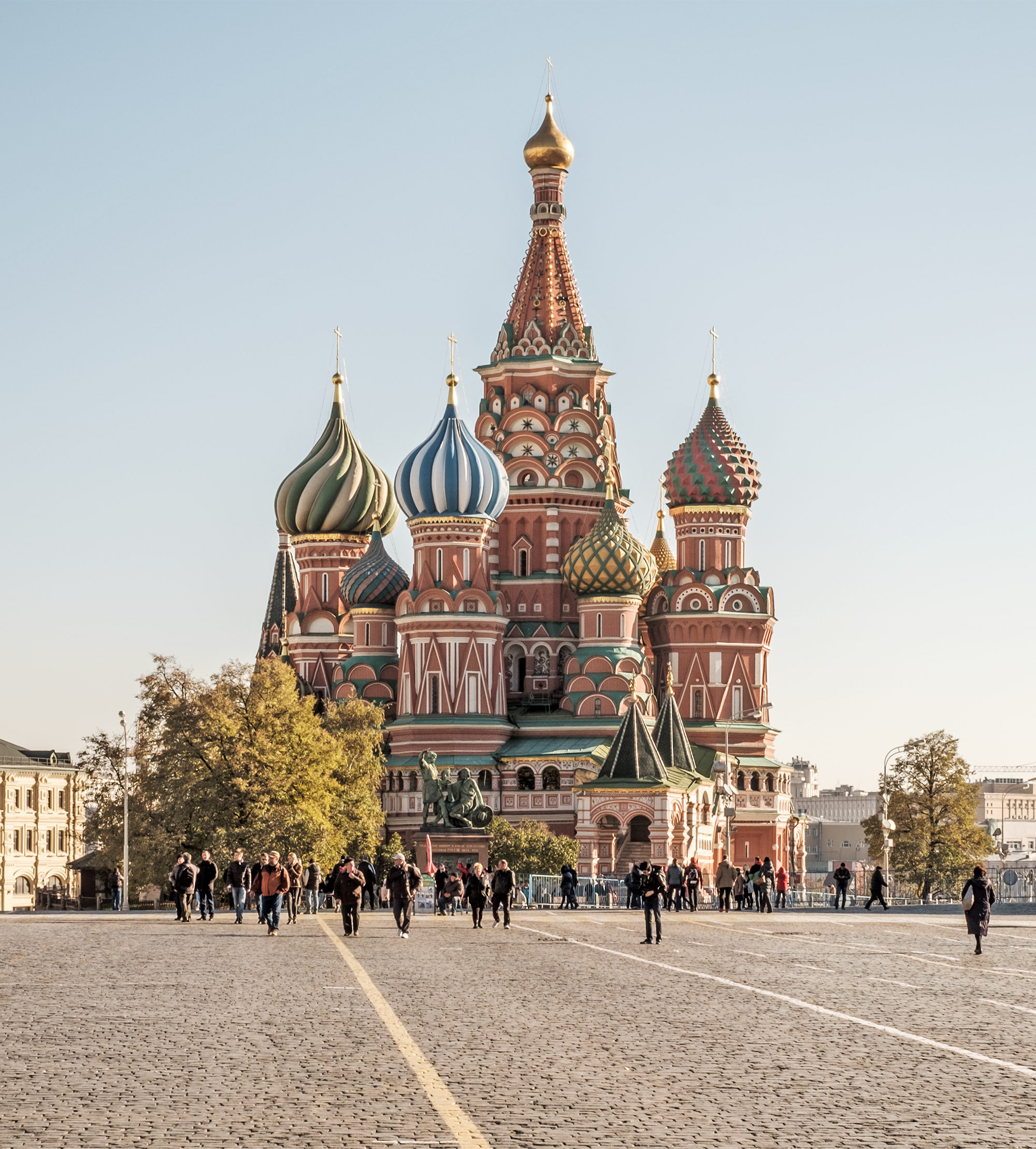
Basiliuskathedrale

Die Basiliuskathedrale (russisch Храм Василия Блаженного), offiziell Mariä-Schutz-und-Fürbitte-Kathedrale am Graben (russisch Собор Покрова Пресвятой Богородицы, что на Рву), ist eine orthodoxe Kathedrale am Roten Platz in der russischen Hauptstadt Moskau. Sie wurde 1561 vollendet und ist dem Hl. Basilius geweiht.

## Geschichte
Die Geschichte der Kathedrale beginnt im Jahre 1552 mit dem Errichten der Kirche der Heiligen Dreifaltigkeit zu Ehren des Sieges des russischen Heeres über die Tataren (genauer: das Khanat Kasan) am Ende der Moskau-Kasan-Kriege. Schon drei Jahre später wurde die aus Holz gebaute Kirche der Heiligen Dreifaltigkeit abgetragen. An ihrer Stelle wurde anschließend im Auftrag des Zaren Iwan IV. die Basilius-Kathedrale errichtet. Nach einigen Quellen hieß der Architekt des Bauwerks Postnik Jakowlew (russisch Постник Яковлев), der gemeinsam mit Barma (russisch Барма) für den Bau verantwortlich zeichnete.
Einer Legende nach stellte Iwan nach Vollendung des Baus (1561) dem Architekten Jakowlew die Frage, ob er in der Lage wäre, nochmals eine so schöne Kathedrale zu bauen. Dieser antwortete, er könne eine noch viel schönere Kathedrale errichten. Daraufhin soll der Zar ihm die Augen ausstechen lassen haben, damit er anderswo nichts von vergleichbarer Schönheit errichten könnte. Die Legende ist allerdings frei erfunden, da Postnik Jakowlew später nachweislich viele Bauten in mehreren Städten errichtete, und auch die Kapelle zu Ehren des Basilius des Seligen wurde vier Jahre nach Iwans Tod von Postnik Jakowlew selbst dazu gebaut.
1929 wurde die Kathedrale im Rahmen der antireligiösen Kampagne in der Sowjetunion geschlossen; die Glocken wurden abgenommen. Erst 1990 fing man damit an, die Glocken wieder zusammenzutragen. Die Kathedrale hat eine der größten Glockensammlungen Russlands, bestehend aus insgesamt 19 Glocken, die in den Jahren 1547–1996 im Ural, Jaroslawl, Moskau, Belarus, Frankreich, den Niederlanden und in Deutschland gegossen wurden. Seit 1990 wurde die Kathedrale innen wie außen vollständig restauriert. Die Arbeiten wurden 2006 abgeschlossen. Die Basiliuskathedrale gehört seit 1990 zum UNESCO-Welterbe.
Die Kathedrale hat den Status eines Museums und ist formal eine Filiale des Staatlichen Museums für Geschichte (dessen Hauptsitz direkt gegenüber am anderen Ende des Roten Platzes steht). Neben der eigentlichen Architektur, Fresken und Ikonostasen bietet die Kathedrale u. a. eine ständige Ausstellung der Waffen aus der Zeit Iwans des Schrecklichen. Die Kathedrale ist tagsüber außer dienstags für Besucher geöffnet (Eintritt 1000 Rubel pro Person, Stand Juni 2019). Seit der Auflösung der Sowjetunion 1991 finden in der Kathedrale in unregelmäßigen Abständen auch wieder Gottesdienste statt.

## Architektur

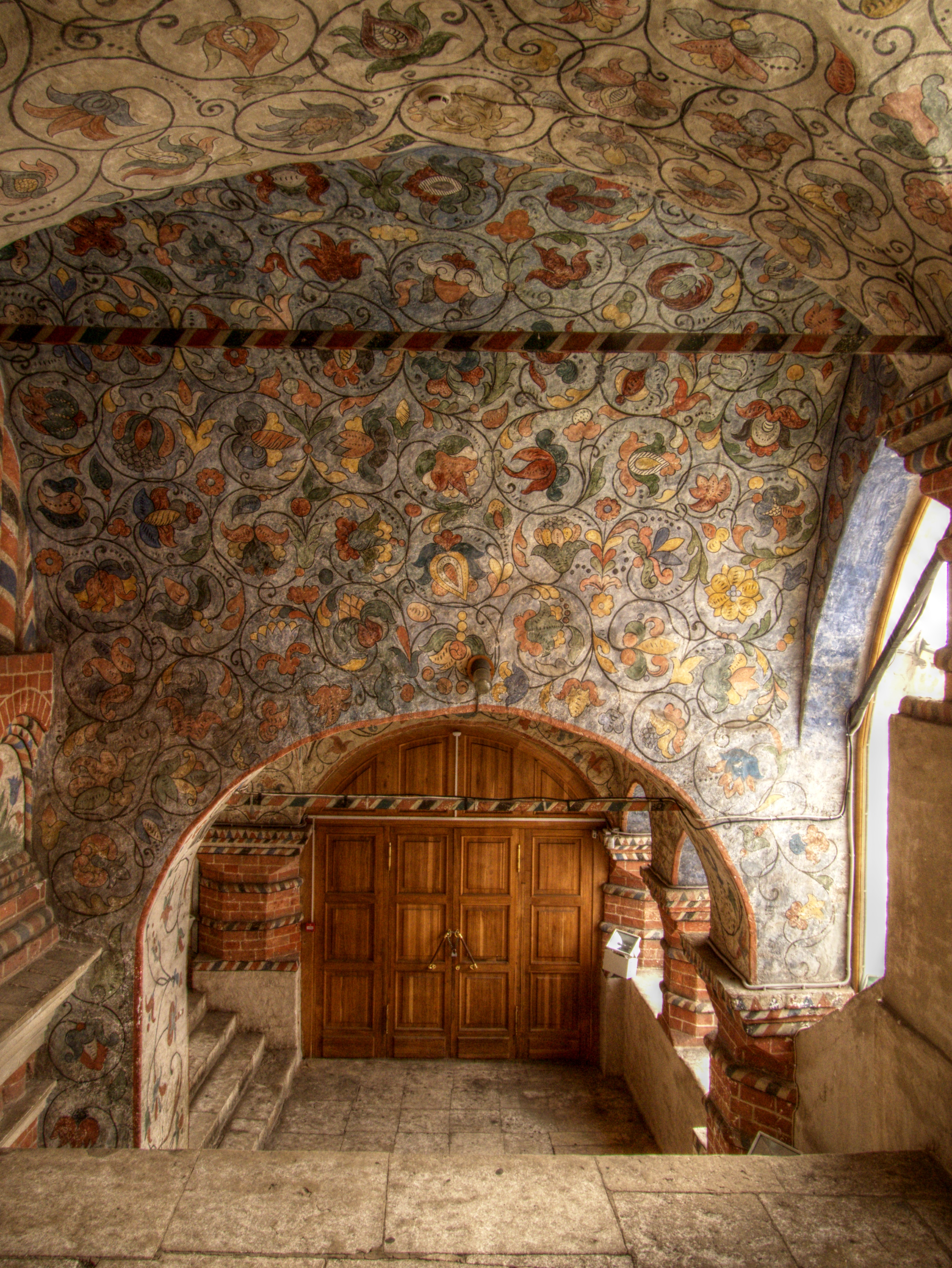
Malereien im Inneren

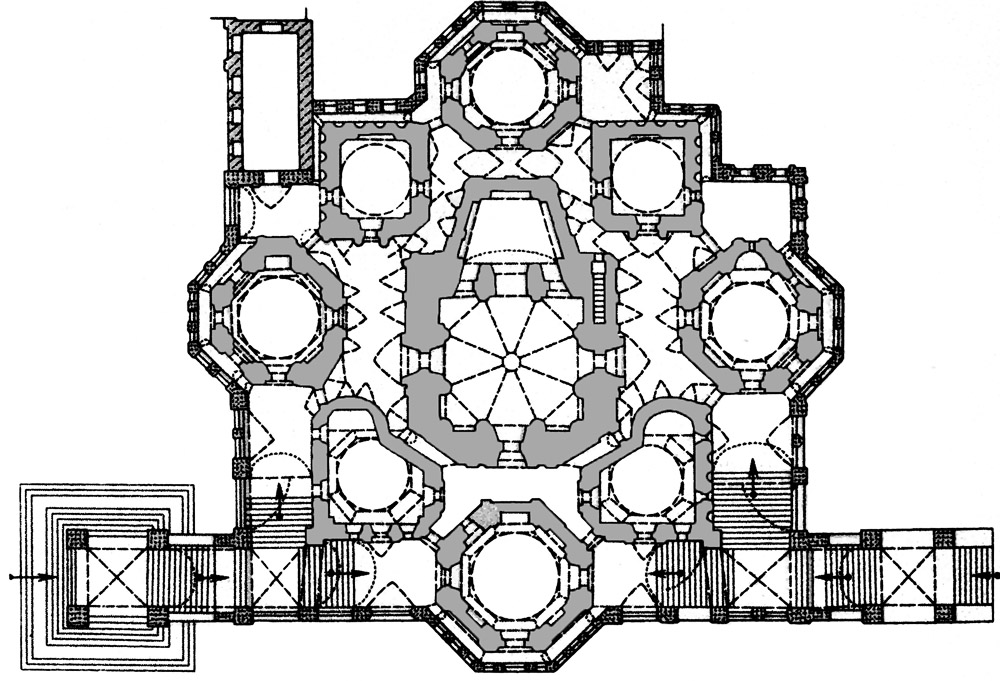
Grundriss der Kathedrale, Osten ist oben. Die Kapelle zu Ehren des Basilius des Seligen befindet sich links oben im nordöstlichen Anbau

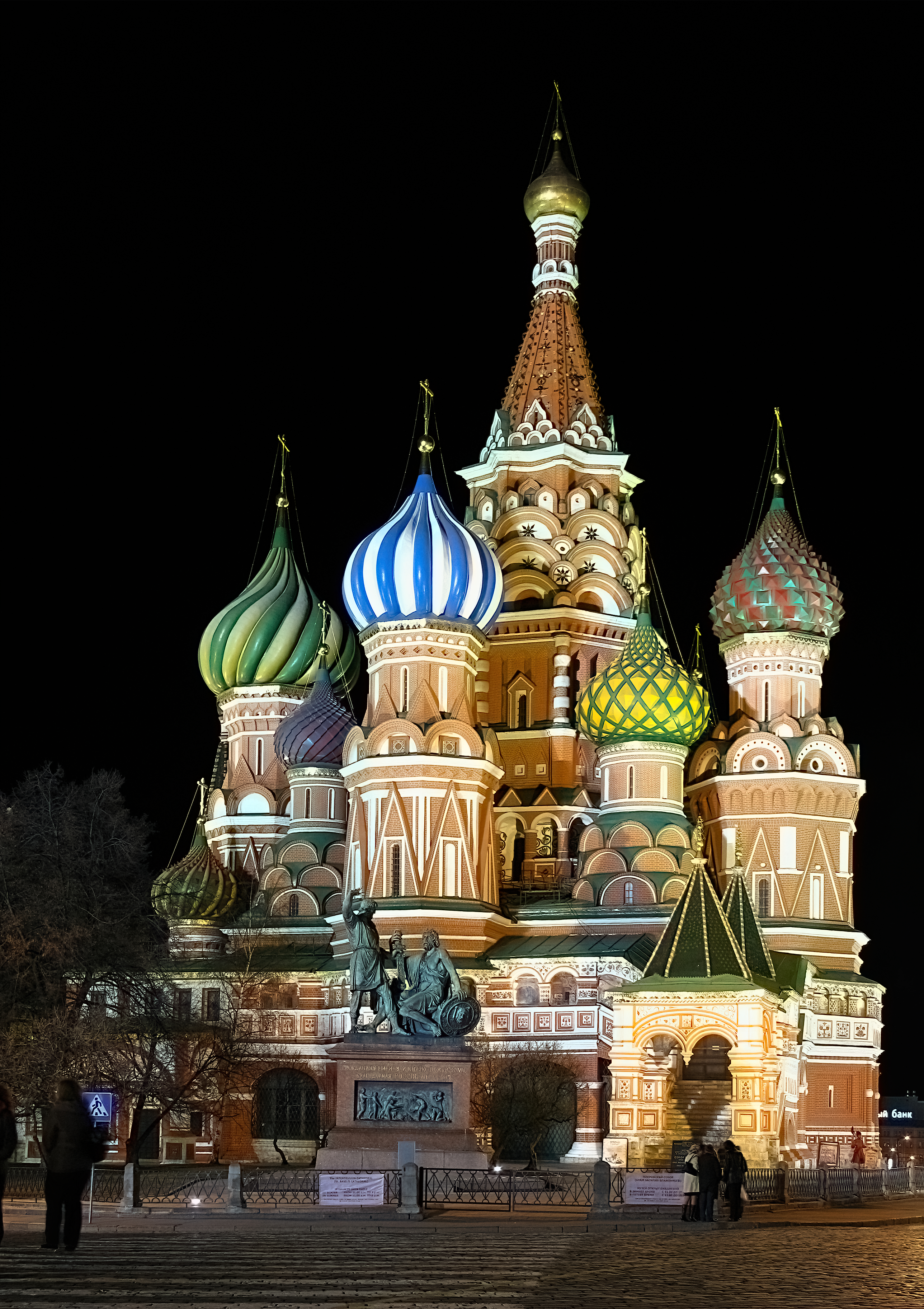
Basilius-Kathedrale bei Nacht

Die am südlichen Ende des Roten Platzes stehende Kathedrale gilt als eines der Wahrzeichen Moskaus. Sie hat neun Hauptkuppeln, von denen die höchste 115 m hoch ist, jede davon unterscheidet sich in Aussehen und Farbgebung von den anderen. Die Kathedrale selbst ist jedoch ausschließlich aus einfachen roten Backsteinen erbaut und im Gegensatz zu vielen russischen Kirchen von außen nicht bemalt.
Ursprünglich war die ganze Kathedrale weiß und alle Kuppeln mit Blattgold beschichtet. Im Zuge der zahlreichen Restaurierungen im 16. und 17. Jahrhundert wurde die Kathedrale jedoch immer wieder neu gestaltet. Die Kapelle zu Ehren des Basilius des Seligen, dem das Gesamtbauwerk seinen heutigen Namen verdankt, wurde erst im Jahre 1588 über dessen Grab an der östlichen Seite der Kathedrale errichtet. Im 17. Jahrhundert kamen weitere asymmetrische Nebengebäude hinzu, die Haupteingänge wurden überdacht und mit zahlreichen Verzierungen versehen, acht der goldenen Kuppeln wurden durch die heutigen ersetzt, und der einheitliche weiße Putz wich dem Zusammenspiel aus Weiß und Rot. Auch im Innern der Kathedrale kamen zahlreiche Ornamente neu hinzu.
Da die Kathedrale nicht im rechten Winkel zum Roten Platz steht (und nicht zuletzt auch wegen der später hinzugekommenen Nebengebäude), wirkt sie auf Fotos meist asymmetrisch, sogar etwas chaotisch. Vom Inneren betrachtet erkennt man hingegen eine starke Symmetrie. Die Hauptkirche ist als Viereck gebaut, über dem sich ein Achteck erhebt, das sich nach oben hin verengt und von einer goldenen Kuppel gekrönt wird. Vier mittelgroße Kirchtürme rund um die Hauptkirche sind achteckig und weisen in vier Himmelsrichtungen. Die vier kleinen Türme sind viereckig und liegen diagonal dazwischen, so dass der Bau einen achtstrahligen Sterngrundriss aufweist.
Die Kathedrale besteht aus neun einzelnen Kirchen. In der Mitte befindet sich die eigentliche Mariä-Schutz-und-Fürbitte-Kirche, gekrönt durch die goldene Kuppel. An jeder der acht Ecken schließt daran je eine weitere Kirche an, gekrönt durch eine der farbigen Kuppeln (beginnend von Osten im Uhrzeigersinn):
- Kirche der Heiligen Dreifaltigkeit (Троицкая)
- Kirche Alexander Swirskis (Александра Свирского)
- Kirche des Heiligen Nikolaus des Wundertäters (Николая Великорецкого)
- Kirche Warlaam Chutynskis (Варлаама Хутынского)
- Kirche des Einzugs in Jerusalem (Входа во Иерусалим)
- Kirche Gregors des Erleuchters (Григория Армянского)
- Kirche der Heiligen Cyprian und Justina (Киприана и Устинии)
- Kirche der Drei Patriarchen von Konstantinopel (Трёх патриархов Константинопольских)

Die acht Kirchen stehen für die acht wichtigsten Schlachten um Kasan. Einige der Kirchen waren jeweils nur für ein bestimmtes Mitglied der Zarenfamilie bestimmt. Unter Historikern umstritten ist die symbolische Bedeutung der Zwiebeltürme, in denen einige die Turbane der besiegten Tataren versinnbildlicht sehen.
Die Kathedrale hat zwei Haupteingänge: einen zum Roten Platz hin, und einen weiteren hin zur Moskwa. Vor dem ersteren steht das Minin-und-Poscharski-Denkmal für die Helden des Befreiungskrieges gegen die polnische Intervention zu Beginn des 17. Jahrhunderts.